# Ginnastica alla XXVI Universiade
Le gare di ginnastica alla XXVI Universiade si sono svolte dal 13 al 22 agosto 2011 alla Bao'an District Gym e alla Futain Sports Park Gym di Shenzhen, Cina.

## Podi

### Ginnastica artistica

#### Uomini
| Evento                | Oro                                                                                  | Argento                                                               | Bronzo                                                                           |
| Concorso individuale  | Mykola Kuksenkov                                                                     | Shoichi Yamamoto                                                      | Nathan Gafuik                                                                    |
| Concorso a squadre    | Giappone Yodai Hojo Hiroki Ishikawa Ryuzo Sejima Masayoshi Yamamoto Shoichi Yamamoto | Cina Chen Xuezhang Cheng Ran Liu Rongbing Wang Guanyin Yang Shengchao | Romania Cristian Băţagă Marius Berbecar Ovidiu Buidoso Vlad Cotună Flavius Koczi |
| Corpo libero          | Flavius Koczi                                                                        | Ryuzo Sejima                                                          | Shoichi Yamamoto                                                                 |
| Sbarra                | Chen Xuezhang                                                                        | Mykola Kuksenkov                                                      | Hiroki Ishikawa                                                                  |
| Parallele simmetriche | Wang Guanyin                                                                         | Marius Berbecar Liu Rongbing                                          |                                                                                  |
| Cavallo con maniglie  | Prashanth Sellathurai                                                                | Donna-Donny Truyens                                                   | Flavius Koczi                                                                    |
| Anelli                | Arthur Zanetti                                                                       | Samir Aït Saïd                                                        | Chen Chihyu                                                                      |
| Volteggio             | Flavius Koczi                                                                        | Nathan Gafuik                                                         | Cheng Ran                                                                        |

#### Donne
| Evento                 | Oro                                                                        | Argento                                                                                         | Bronzo                                                                                  |
| Concorso individuale   | Xiao Kangjun                                                               | Mai Yamagishi                                                                                   | Alëna Poljan                                                                            |
| Concorso a squadre     | Giappone Mai Yamagishi Yuma Imanishi Yu Minobe Kyoko Oshima Keiko Mukumoto | Ucraina Jana Dem'jančuk Maryna Kostjučenko Anhelina Kysla Anastasija Koval' Valentyna Holenkova | Russia Irina Sazonova Julija Ložečko Ekaterina Skorodumova Anna Myzdrikova Alëna Poljan |
| Trave d'equilibrio     | Yu Minobe                                                                  | Guan Wenli                                                                                      | Mai Yamagishi                                                                           |
| Corpo libero           | Alëna Poljan                                                               | Keiko Mukumoto                                                                                  | Xiao Kangjun                                                                            |
| Parallele asimmetriche | Yu Minobe                                                                  | Mai Yamagishi                                                                                   | Anhelina Kysla                                                                          |
| Volteggio              | Jo Hyun-Joo                                                                | Anna Myzdrikova                                                                                 | Alëna Poljan Wong Hiu Ying Angel                                                        |

### Ginnastica ritmica
| Evento               | Oro                                                             | Argento | Bronzo                                                                                          |
| Gare individuali     |                                                                 | |                                                                                                 |
| Concorso individuale | Evgenija Kanaeva                                                | Dar'ja Dmitrieva                                                                                                 | Ljuboŭ Čarkašyna                                                                                |
| Clavette             | Evgenija Kanaeva                                                | Alija Garaeva | Alina Maksymenko                                                                                |
| Cerchio              | Evgenija Kanaeva                                                | Alina Maksymenko                                                                                                 | Deng Senyue                                                                                     |
| Nastro               | Dar'ja Dmitrieva                                                | Evgenija Kanaeva                                                                                                 | Ljuboŭ Čarkašyna                                                                                |
| Palla                | Evgenija Kanaeva                                                | Dar'ja Dmitrieva                                                                                                 | Ljuboŭ Čarkašyna                                                                                |
| Gare di gruppo       |                                                                 | |                                                                                                 |
| Concorso di gruppo   | Cina Liu Shu Ma Qianhui Wang Xue Wang Yuting Wu Mengran Zou Lie | Russia Aleksandra Eljutina Margarita Gončarova Julija Gur'janova Dar'ja Kuvšinova Anna Loman Aleksandra Makarova | Giappone Yurie Akashi Saori Inagaki Motoi Kasahara Yurika Kurimoto Kaho Okamoto Kasumi Sakihama |
| 5 palle              | Cina Liu Shu Ma Qianhui Wang Xue Wang Yuting Wu Mengran Zou Lie | Russia Aleksandra Eljutina Margarita Gončarova Julija Gur'janova Dar'ja Kuvšinova Anna Loman Aleksandra Makarova | Giappone Yurie Akashi Saori Inagaki Motoi Kasahara Yurika Kurimoto Kaho Okamoto Kasumi Sakihama |
| 3 nastri + 2 cerchi  | Cina Liu Shu Ma Qianhui Wang Xue Wang Yuting Wu Mengran Zou Lie | Russia Aleksandra Eljutina Margarita Gončarova Julija Gur'janova Dar'ja Kuvšinova Anna Loman Aleksandra Makarova | Giappone Yurie Akashi Saori Inagaki Motoi Kasahara Yurika Kurimoto Kaho Okamoto Kasumi Sakihama |

### Ginnastica aerobica
| Evento               | Oro | Argento | Bronzo |
| Coppie miste         | Cina Huang Jinxuan Tao Le                                                                                    | Russia Evgenija Kudymova Maksim Grinin | Italia Giulia Bianchi Emanuele Pagliuca |
| Trio                 | Corea del Sud Kim Guon-Taeck Lee Kyung-Ho Ryu Ju-Sun                                                         | Russia Aleksandr Kondratičev Kirill Lobaznjuk Igor' Truškov | Romania Valentin Mavrodineanu Petru Porime-Tolan Mircea Zamfir                                                                                  |
| Gruppo               | Cina Che Lei Li Liangfa Liu Chao Liu Tianbo Tao Le Wang Zizhuo                                               | Russia Danil Čajun Garsevan Džanazjan Valerij Gusev Aleksandr Kondratičev Kirill Lobaznjuk Igor' Truškov                                                             | Romania Andreea Bogati Laura Andreea Cristache Petru Porime-Tolan Anca Claudia Surdu Mircea Zamfir                                              |
| Aero-Dance           | Cina Che Lei Huang Jinxuan Lin Junxian Liu Chao Shou Minchao Tao Le Wang Yang Zhao Sitong Zheng Ziya Zou Qin | Romania Andreea Bogati Laura Andreea Cristache Valentin Mavrodineanu Petru Porime-Tolan Anca Claudia Surdu Mircea Zamfir                                             | Corea del Sud Hwang In-Chan Kim Eung-Soo Kim Hung-So Lee Jon-Gu Lee Kyung-Ho Ryu Ju-Sun Song Sung-Kyu Yoon Chang-Il Yoon Kwang-Seok Yun Tae-Hee |
| Aero-Step            | Cina Huang Jinxuan Lin Junxian Qiao Dayan Shou Minchao Wang Yang Xu Fan Zhao Sitong Zheng Ziya Zou Qin       | Russia Polina Amosënok Danil Čajun Maksim Grinin Ol'ga Kisluchina Veronika Korneva Anžela Korotkova Evgenija Kudymova Kirill Lobaznjuk Dmitrij Safonov Denis Šurupov | Corea del Sud Choe Ha-Neul Jo Ye-Ran Kim Ji-Un Lee Sa-Lang Shim Mi-Hyun Shin Hyun-Kyung                                                         |
| Classifica a squadre | Cina Romania                                                                                                 | | Russia |

## Medagliere
| Posizione | Paese         |    |    |    | Totale |
| --------- | ------------- | -- | -- | -- | ------ |
| 1         | Cina          | 11 | 3  | 3  | 17     |
| 2         | Russia        | 6  | 11 | 4  | 21     |
| 3         | Giappone      | 4  | 5  | 6  | 15     |
| 4         | Romania       | 3  | 2  | 4  | 9      |
| 5         | Corea del Sud | 2  | 0  | 2  | 4      |
| 6         | Ucraina       | 1  | 3  | 2  | 6      |
| 7         | Australia     | 1  | 0  | 0  | 1      |
| 7         | Brasile       | 1  | 0  | 0  | 1      |
| 9         | Canada        | 0  | 1  | 1  | 2      |
| 10        | Azerbaigian   | 0  | 1  | 0  | 1      |
| 10        | Belgio        | 0  | 1  | 0  | 1      |
| 10        | Francia       | 0  | 1  | 0  | 1      |
| 13        | Bielorussia   | 0  | 0  | 3  | 3      |
| 14        | Hong Kong     | 0  | 0  | 1  | 1      |
| 14        | Italia        | 0  | 0  | 1  | 1      |
| 14        | Taipei Cinese | 0  | 0  | 1  | 1      |
| Totale    | Totale        | 29 | 28 | 28 | 85     |